# Ugovori između Svete Stolice i Republike Hrvatske
Ugovori između Svete Stolice i Republike Hrvatske, u javnosti često nazivani i Vatikanski ugovori, skup su od četiri međunarodna ugovora kojima se uređuju odnosi između Republike Hrvatske i Katoličke crkve. Ovi ugovori definiraju pravni položaj Crkve u Hrvatskoj, suradnju na području odgoja i kulture, dušobrižništvo u oružanim snagama i redarstvenim službama te gospodarska pitanja.
Zbog svog sadržaja i pravne snage, koja je iznad domaćih zakona, ugovori su predmet stalnih javnih i političkih rasprava u Hrvatskoj.

## Povijesni kontekst
Nakon sloma Austro-Ugarske 1918. godine, prestao je vrijediti konkordat sklopljen između Svete Stolice i Austrije 1855. godine. U razdoblju Kraljevine Jugoslavije odnosi između Crkve i države nisu bili formalno uređeni. Konkordat potpisan 1935. nikada nije ratificiran, ponajviše zbog protivljenja Srpske pravoslavne crkve.
Za vrijeme socijalističke Jugoslavije, odnosi su djelomično regulirani tzv. Protokolom iz 1966. godine, koji je bio skromnog sadržaja i uglavnom se zadržao na općim načelima. Nakon osamostaljenja Hrvatske, Vlada Republike Hrvatske odlučila je cjelovito urediti odnose sa Svetom Stolicom, što je rezultiralo potpisivanjem četiriju ugovora.

## Pregled ugovora
Potpisana su ukupno četiri ugovora:

### 1. Ugovor o pravnim pitanjima (1996.)
Ovo je temeljni ugovor koji postavlja okvir za djelovanje Katoličke crkve u Hrvatskoj. Ključne odredbe su:
- Neovisnost i samostalnost: Crkva i država neovisne su i samostalne, svaka u svom poretku, te se obvezuju na međusobnu suradnju za opće dobro (čl. 1).
- Sloboda djelovanja: Crkvi se jamči potpuna sloboda u vršenju apostolskog poslanja, bogoštovlja, uprave i djelatnosti katoličkih društava (čl. 4).
- Kanonski brak s građanskim učincima: Brak sklopljen po kanonskim propisima ima građanske učinke od trenutka sklapanja, pod uvjetom da su ispunjene zakonske pretpostavke (čl. 7).
- Dušobrižništvo u javnim ustanovama: Uređuje se pastoralna skrb u zatvorima, bolnicama, sirotištima i drugim javnim ustanovama (čl. 16).
- Društvena i karitativna djelatnost: Država priznaje i podupire karitativnu i društvenu djelatnost Crkve (čl. 17).

### 2. Ugovor o suradnji na području odgoja i kulture (1996.)
Ovaj ugovor regulira djelovanje Crkve u obrazovnom i kulturnom sustavu:
- Vjeronauk u školama: Katolički vjeronauk izvodi se u svim javnim osnovnim i srednjim školama kao izborni predmet za one koji ga izaberu (čl. 1).
- Katoličke škole i sveučilišta: Država priznaje katoličke škole i visoka učilišta te jamči priznavanje njihovih diploma i akademskih stupnjeva (čl. 10).
- Pristup medijima: Crkvi se jamči pristup sredstvima javnog priopćavanja, posebice radiju i televiziji (čl. 12).
- Kulturna dobra: Definira se suradnja u zaštiti i očuvanju crkvenih kulturnih dobara (čl. 13).

### 3. Ugovor o dušobrižništvu katolika u oružanim snagama i redarstvenim službama (1996.)
Ovim ugovorom uspostavljen je Vojni ordinarijat kao posebna biskupija za pastoralnu skrb o katoličkim vjernicima, pripadnicima Oružanih snaga i redarstvenih službi.

### 4. Ugovor o gospodarskim pitanjima (1998.)
Ovaj ugovor, potpisan kasnije, regulira financiranje Crkve i povrat imovine oduzete za vrijeme jugoslavenske komunističke vladavine. Ključne točke su:
- Financiranje iz proračuna: Republika Hrvatska se obvezuje iz državnog proračuna Crkvi isplaćivati određeni novčani iznos kao doprinos za njezino djelovanje.
- Povrat imovine: Definira se način povrata imovine koja je Crkvi oduzeta. Za imovinu koju nije moguće vratiti u naravi, predviđena je naknada.

## Kritike i javne rasprave
Ugovori su od samog potpisivanja predmet kritika dijela javnosti, političkih stranaka i udruga civilnog društva. Glavni prigovori su:
- Načelo sekularnosti: Kritičari tvrde da ugovori narušavaju načelo odvojenosti Crkve i države te Katoličkoj crkvi daju povlašteni položaj u odnosu na druge vjerske zajednice i građane koji nisu vjernici.[2]
- Financijske obveze: Smatra se da ugovori, posebice onaj o gospodarskim pitanjima, nameću netransparentne i prevelike financijske obveze državnom proračunu, bez adekvatne javne kontrole.[2]
- Obrazovni sustav: Uvođenje konfesionalnog vjeronauka u javne škole kritizira se kao narušavanje svjetovnog karaktera obrazovanja.
- Pravna pitanja: Priznavanje građanskih učinaka kanonskom braku smatra se problematičnim s aspekta ravnopravnosti građana pred zakonom.
- Netransparentnost: Proces sklapanja ugovora kritiziran je zbog nedostatka šire javne rasprave.[2]

## Vanjske poveznice
- Puni tekst Ugovora o pravnim pitanjima u Narodnim novinama